# Macrothemis lutea
Macrothemis lutea – gatunek ważki z rodziny ważkowatych (Libellulidae). Występuje na terenie Ameryki Południowej.